# Alembon
Alembon ist eine französische Gemeinde mit 626 Einwohnern (Stand: 1. Januar 2022) im Département Pas-de-Calais in der Region Hauts-de-France; sie gehört zum Arrondissement Calais und zum Kanton Calais-2.

## Geografie
Die Gemeinde Alembon liegt im Regionalen Naturpark Caps et Marais d’Opale, etwa 18 Kilometer südlich von Calais. Umgeben wird Alembon von den Nachbargemeinden Hermelinghen im Nordwesten und Norden, Bouquehault im Norden und Nordosten, Licques im Nordosten und Osten, Sanghen im Osten und Süden, Colembert im Süden und Südwesten, Boursin im Südwesten und Westen sowie Hardinghen im Westen und Nordwesten.

## Bevölkerungsentwicklung
| Jahr                       | 1962 | 1968 | 1975 | 1982 | 1990 | 1999 | 2006 | 2014 | 2022 |
| -------------------------- | ---- | ---- | ---- | ---- | ---- | ---- | ---- | ---- | ---- |
| Einwohner                  | 397  | 413  | 413  | 395  | 358  | 395  | 476  | 629  | 626  |
| Quellen: Cassini und INSEE |      |      |      |      |      |      |      |      |      |

## Sport
Im Jahr 2022 führte die 4. Etappe der 109. Austragung der Tour de France durch Alembon. Auf der Rue du Cap Gris Nez (D191) wurde mit der Côte du Ventus (166 m) eine Bergwertung der 4. Kategorie abgenommen. Sieger der Bergwertung war der Däne Magnus Cort Nielsen.

## Sehenswürdigkeiten
- Kirche Saint-Pierre aus dem 15. Jahrhundert

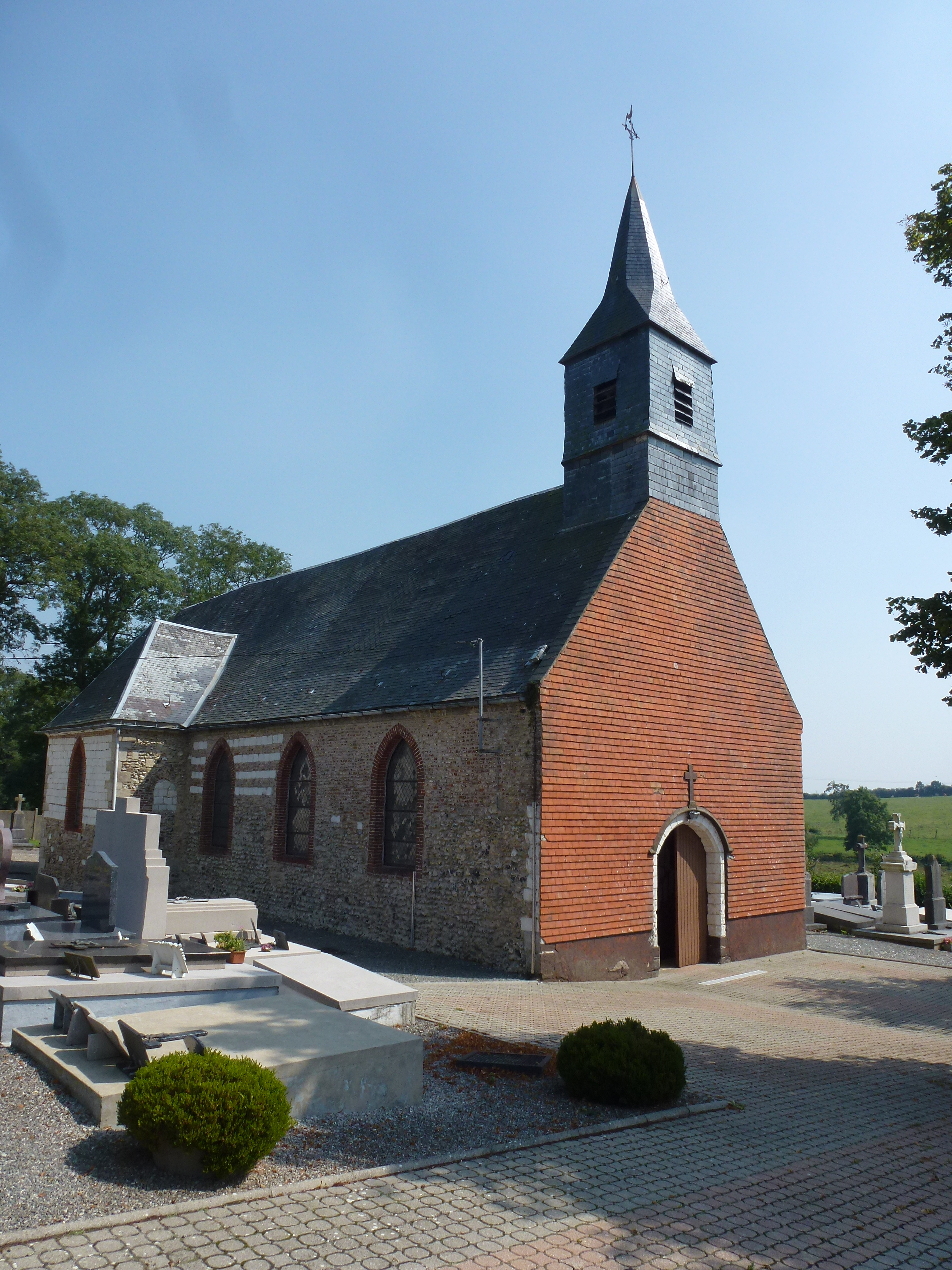
Kirche Saint-Pierre
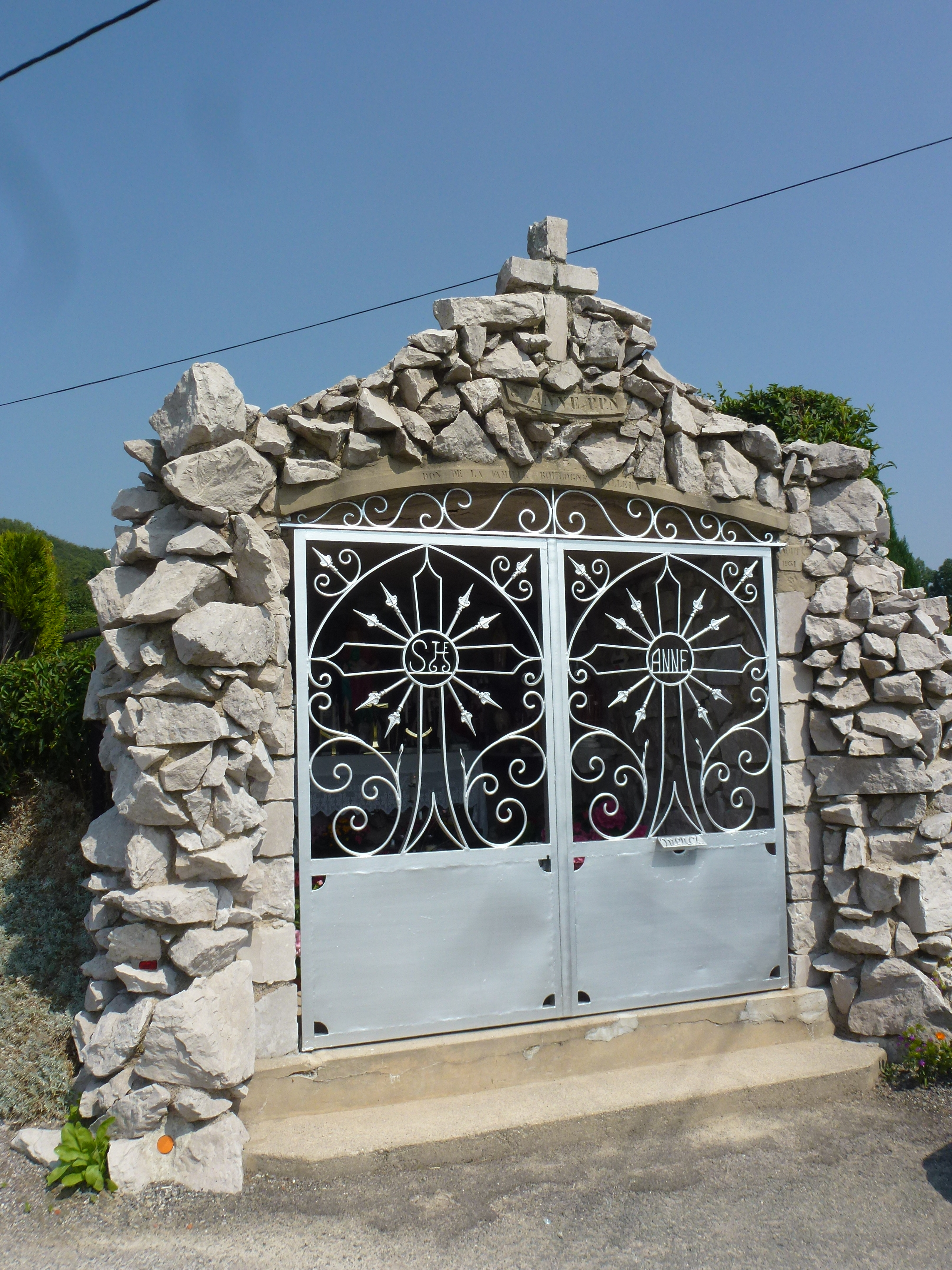
Oratorium Sainte Anne
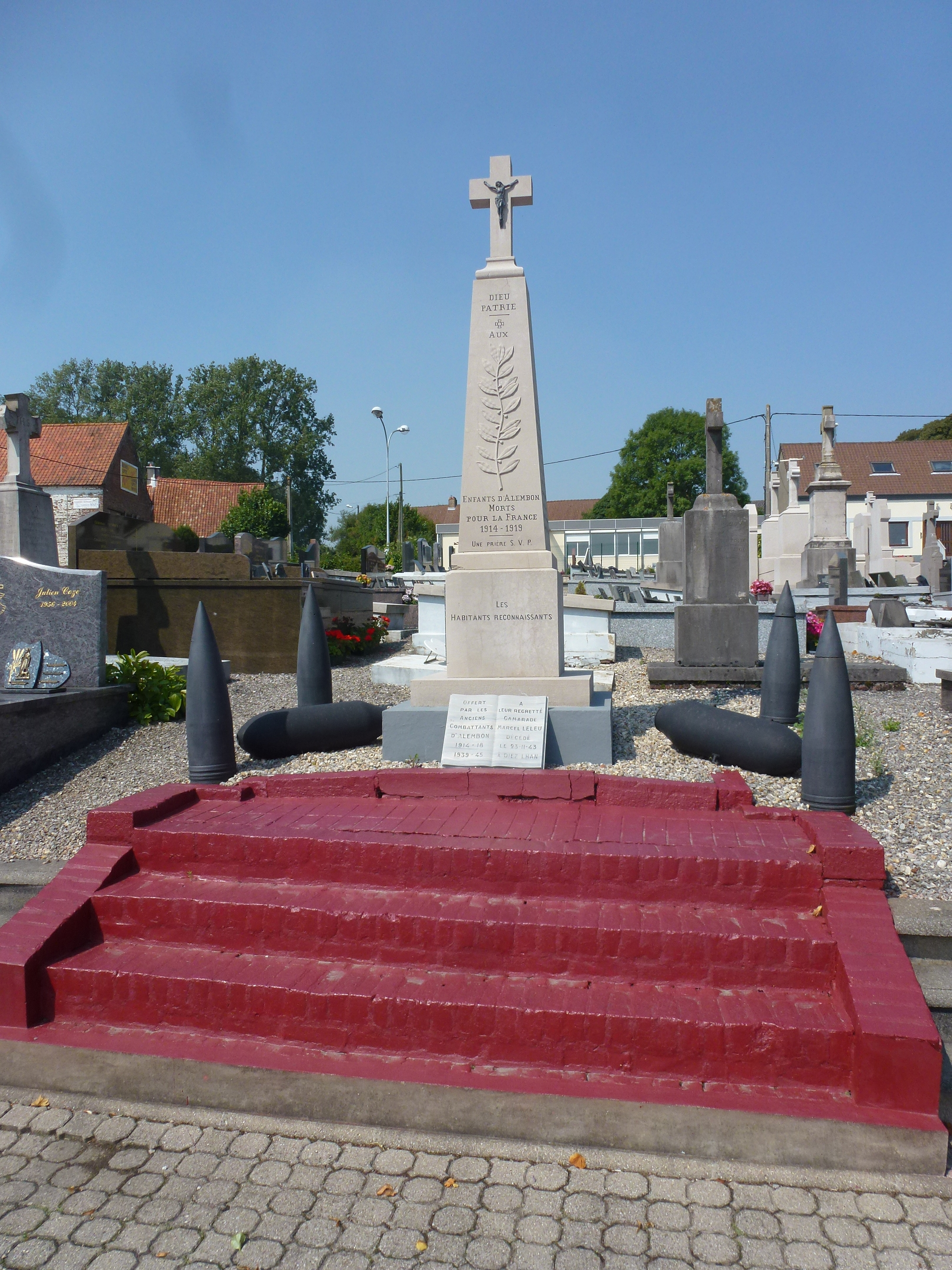
Gefallenendenkmal